# Anisomeridium americanum
Anisomeridium americanum är en lavart som först beskrevs av A. Massal., och fick sitt nu gällande namn av R. C. Harris. Anisomeridium americanum ingår i släktet Anisomeridium och familjen Monoblastiaceae.   Inga underarter finns listade i Catalogue of Life.